# Jordgøg
Jordgøg (latin: Geococcyx velox) er en fugleart, der lever i Mexico og Mellemamerika.